# Wim Hillenaar (1968)
W.A.G. (Wim) Hillenaar (Maasbommel, 16 juli 1968) is een Nederlands jurist, organisatieadviseur, politicus en bestuurder. Hij is lid van het CDA. Sinds 1 juli 2023 is hij burgemeester van Maastricht.

## Opleiding en loopbaan
Hillenaar is afgestudeerd in de rechten aan de toenmalige Katholieke Universiteit Nijmegen. Hij ging in 1991 tijdens zijn militaire diensttijd als jurist werken bij de directie personeel van de Koninklijke Landmacht. Van 1992 tot 1996 was Hillenaar werkzaam als advocaat in Woerden, gespecialiseerd in het bestuurs- en milieurecht. Van 1996 tot 1999 werkte hij bij de Vereniging van Nederlandse Gemeenten (VNG), waar hij zich onder andere bezighield met integraal veiligheidsbeleid.
Hillenaar werkte van 1999 tot 2008 voor de gemeente Rotterdam, waar hij onder meer hoofd was van de afdeling Kennis & Handhaving van de directie Veiligheid van de Bestuursdienst. Tevens was hij vanaf 2002 gemeenteraadslid in Gouda, waar hij vanaf 2006 ook fractievoorzitter van het CDA is geweest. Hillenaar was van 2008 tot 2011 managing consultant bij de adviesgroep Openbaar Bestuur en Veiligheid van het organisatieadviesbureau Berenschot.

## Burgemeester
Hillenaar was vanaf 1 februari 2011 burgemeester van Cuijk. Hij was van 1 januari 2022 tot 1 februari 2023 waarnemend burgemeester van Land van Cuijk na de gemeentelijke herindeling van 1 januari 2022 waarbij Boxmeer, Cuijk, Grave, Mill en Sint Hubert en Sint Anthonis werden samengevoegd. Bij zijn afscheid werd Hillenaar benoemd tot ereburger van Land van Cuijk.
Hillenaar werd op 1 juli 2023 burgemeester van Maastricht Als burgemeester van Maastricht kreeg hij in zijn portefeuille algemene & bestuurlijke zaken, (grensoverschrijdende) samenwerking, Europa en Euregio, communicatie, bestuurlijke & ambtelijke integriteit, openbare orde & veiligheid, handhaving, zorg- en veiligheidshuis en vergunningen aan de burgemeester voorbehouden. Naast zijn nevenfuncties ambtshalve werd hij bestuurslid van het BNG Cultuurfonds, ambassadeur van drinkbare Maas en penningmeester van de Stichting Beroepsopleiding Gemeentejuristen (SBG).

## Privéleven
Hillenaar is geboren in Maasbommel en groeide vanaf zijn derde op in Boxmeer. Zijn vader was burgemeester W.C. (Wim) Hillenaar. Hij heeft samen met zijn vrouw een dochter en twee zoons.